# Vrede van Nice
De Vrede van Nice werd getekend op 18 juni 1538 tussen koning Frans I van Frankrijk en Keizer Karel V en maakte een einde aan de Italiaanse Oorlog (1535-1538).
De haat tussen beide heren was zo groot, dat ze weigerden in dezelfde ruimte plaats te nemen. Door toedoen van paus Paulus III, die pendelde tussen de twee partijen, werd er vrede gesloten. Geen van beiden gaf een duimbreed toe, de pineut was de zwager van keizer Karel, Karel III van Savoye, die zijn territorium aan Frankrijk verloor.
Vooral de Franco-Ottomaanse Alliantie zat Keizer Karel dwars als verloochening van de christelijk waarden. Een Heilige Liga werd opgericht, maar die verloor de Slag bij Preveza. De vrede, die tien jaar moest stand houden, werd vier jaar later in 1542 opgezegd, het begin van de Italiaanse Oorlog (1542-1546).